# ミリヴォイ・アシュネル

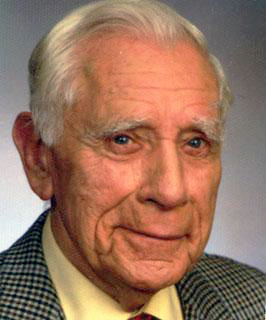
ミリヴォイ・アシュネル

ミリヴォイ・アシュネル（クロアチア語:Milivoj Ašner、1913年4月2日 - 2011年6月14日）は、クロアチア西部の警察所長で同国がクロアチア独立国としてナチス・ドイツと同盟関係にあった第二次世界大戦時における民族迫害の容疑を持たれていた人物。数十万人のセルビア人、ユダヤ人およびロマに対する迫害の疑いを持たれていた人物。オーストリアに亡命していた。

## 人物
1945年の第二次世界大戦の終戦後にオーストリアへ逃亡し、ゲオルゲ・アシュネル (George Aschner) を名乗っている。2005年、クロアチアはアシュネルを、1941年から1942年のポジェガ（Požega）における人道に対する犯罪および戦争犯罪で告訴した。2006年2月、オーストリアの裁判所はアシュネルを逮捕するかどうかまもなく決定すると発表した。
オーストリア当局はその後まもなく、アシュネルがオーストリア国籍を保持していることを理由として、アシュネルをクロアチアに引き渡すことはできないと決定した。しかしながら、その後、アシュネルが在住するケルンテン州の司法当局による調査によって、アシュネルはオーストリア国籍を取り消されるとした。
アシュネルは国際刑事警察機構の追跡リストに載っており、またサイモン・ウィーゼンタール・センターによって4番目に重要なナチ戦犯に指定されている。
2008年6月、アシュネルは健康状態がよくないとするオーストリア政府の公式発表にもかかわらず、アシュネルがクラーゲンフルトで開かれたEURO2008のクロアチア代表の試合の応援に来ていたことをジャーナリストによって発見された。このことは直ちにクロアチア政府による再度の引渡し要求につながった。しかしながら、ケルンテン州知事で極右政治家のイェルク・ハイダーはアシュネルの家族を賞賛したうえで、「アシュネルは長年にわたって我々とともに平穏に暮らしてきた。彼はその晩年を我々とともに過ごす権利がある」と話した。これは更なる批判を集め、サイモン・ウィーゼンタール・センターのエフライム・ツーロフ (Efraim Zuroff) は「ハイダーの視点はオーストリアの政治状況を反映したものであり、ナチ戦犯に対する同調性が非常に高い確固たる集団がある」とした。
2008年6月19日、アシュネルはセルビア人などに対する追放政策に関わっていたことを認めたうえで、彼らは一般に信じられているような絶滅収容所に送られたのではなく、彼らの本来の母国に追放されただけだ、と述べた。アシュネルは自身の潔白を確信し、クロアチアで裁判を受けることを望む、とする一方で、健康には問題があるとも話した。同じ週に行われた試験では、アシュネルは精神状態に問題があるとした。しかし、ツーロフはアシュネルが健康状態を偽るか誇張していると主張した。
2011年6月14日にオーストリアのクラーゲンフルトで死亡していたことが、後日、同国の報道機関により明らかにされた。